# Station South Milford
South Milford is een spoorwegstation van National Rail in Selby, Selby in Engeland. Het station is eigendom van Network Rail en wordt beheerd door Northern Rail. 